# Agabus sasquatch
Agabus sasquatch är en skalbaggsart som beskrevs av Helen K. Larson 1991. Agabus sasquatch ingår i släktet Agabus och familjen dykare. Inga underarter finns listade i Catalogue of Life.